# 1990 у Миколаєві
| Роки в Миколаєві ← • 1901 • 1902 • 1903 • 1904 • 1905 • 1906 • 1907 • 1908 • 1909 • 1910 • 1911 • 1912 • 1913 • 1914 • 1915 • 1916 • 1917 • 1918 • 1919 • 1920 • 1921 • 1922 • 1923 • 1924 • 1925 • 1926 • 1927 • 1928 • 1929 • 1930 • 1931 • 1932 • 1933 • 1934 • 1935 • 1936 • 1937 • 1938 • 1939 • 1940 • 1941 • 1942 • 1943 • 1944 • 1945 • 1946 • 1947 • 1948 • 1949 • 1950 • 1951 • 1952 • 1953 • 1954 • 1955 • 1956 • 1957 • 1958 • 1959 • 1960 • 1961 • 1962 • 1963 • 1964 • 1965 • 1966 • 1967 • 1968 • 1969 • 1970 • 1971 • 1972 • 1973 • 1974 • 1975 • 1976 • 1977 • 1978 • 1979 • 1980 • 1981 • 1982 • 1983 • 1984 • 1985 • 1986 • 1987 • 1988 • 1989 • 1990 • 1991 • 1992 • 1993 • 1994 • 1995 • 1996 • 1997 • 1998 • 1999 • 2000 • → |

1990 у Миколаєві — список важливих подій, що відбулись у 1990 році в Миколаєві. Також подано перелік відомих осіб, пов'язаних з містом, що народились або померли цього року, отримали почесні звання від міста.

## Події

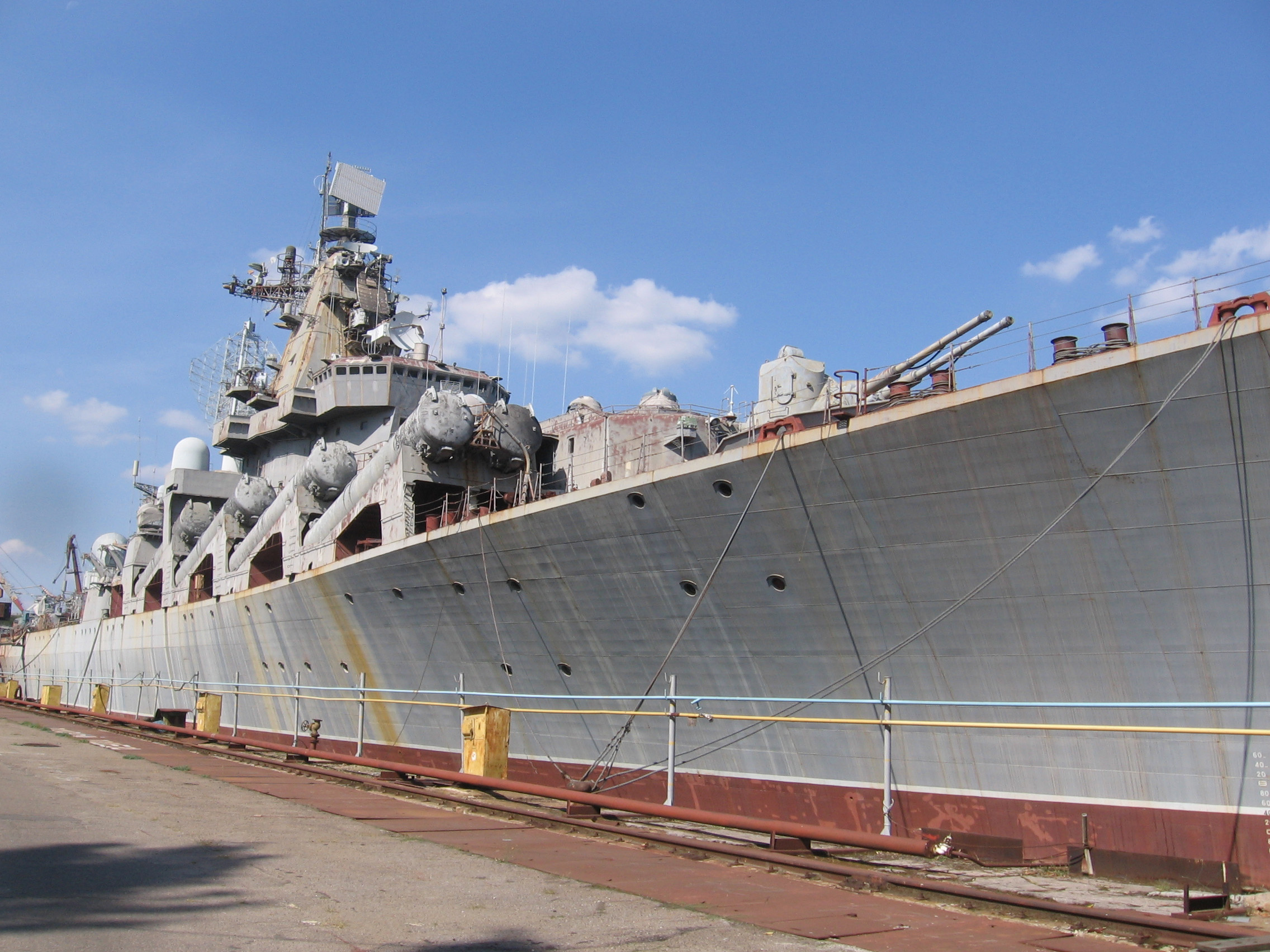
Ракетний крейсер «Україна»

- 18 січня зформований 130-й окремий спеціальний моторизований батальйон міліції внутрішніх військ Радянського союзу, згодом реогранізований в 19-й полк охорони громадського порядку.
- 11 серпня на Суднобудівному заводі імені 61 комунара спущений на воду, закладений у 1984 році ракетний крейсер «Україна».
- 8 вересня вийшов перший номер офіційного органу Миколаївської міської ради (з 2018 року — незалежне видання) газети «Вечерний Николаев»[1].
- Микола Якович Шмиговський змінив на посаді голови виконавчого комітету Миколаївської міської ради Олександра Хомича Молчанова, що заступив на посаду у 1982 році.

## Особи

### Очільники
- Микола Шмиговський змінив Олександра Молчанова на посаді голови виконавчого комітету Миколаївської міської ради[2].
- Першим міським головою Миколаєва став Юрій Сандюк[2][3].
- 1-й секретар Миколаївського міського комітету КПУ — Володимир Новожилов.

### Почесні громадяни
- У 1990 році звання Почесного громадянина Миколаєва не присвоювалось.

### Народились
- Харлан Ольга Геннадіївна (нар. 4 вересня 1990, Миколаїв) — українська фехтувальниця на шаблях, олімпійська чемпіонка 2008 року та срібна призерка Олімпійських ігор 2016 року в командній першості, бронзова призерка Олімпійських ігор 2012 та 2016 років в індивідуальній першості, шестиразова чемпіонка світу, восьмиразова чемпіонка Європи, заслужений майстер спорту з фехтування. Ім'я Ольги Харлан вписано у міжнародний Зал слави FIE.
- Кравченко Сергій Олександрович (нар. 23 березня 1990, Улянівка, Херсонська область) — український футболіст, нападник. Колишній гравець студентської збірної України. Провів 91 матч за МФК «Миколаїв», забив 27 голів.
- Момот Віталій Анатолійович (нар. 2 квітня 1990) — український футболіст, захисник. Провів 70 матчів за МФК «Миколаїв», забив 1 гол.
- Машнін Олександр Валерійович (нар. 20 березня 1990, Миколаїв) — український футболіст, півзахисник.
- Ковальов Андрій Володимирович (нар. 27 березня 1990, Болгарка, Роздільнянський район, Одеська область, УРСР) — український футболіст, півзахисник. Провів 217 матчів за МФК «Миколаїв», забив 26 голів.
- Малькова Світлана Михайлівна (нар. 24 серпня 1990, Миколаїв) — українська стрибунка на батуті. Заслужений майстер спорту України. Чемпіонка Всесвітніх ігор.
- Чаус Костянтин Юрійович український футболіст, захисник. Екс-гравець юнацької збірної України з футболу (U-17). Провів 77 матчів за МФК «Миколаїв» (забив 1 гол), 16 матчів за «Суднобудівник» (забив 1 гол) та 39 матчів за «Миколаїв-2» (забив 1 гол).
- Артем Бебик (нар. 7 лютого 1990, Миколаїв) — український письменник, перекладач, блоґер, організатор літературних заходів.
- Фатич Максим Павлович (19 червня 1990) — український боксер легшої ваги, чемпіон, фіналіст та призер національних першостей з боксу. Майстер спорту України.

### Померли
- Юренко Олесь (23 квітня 1912, Миколаїв — 1990, Полтава) — український поет та прозаїк.
- Божій Михайло Михайлович (20 вересня 1911, Миколаїв — 1 січня 1990, Одеса) — український радянський живописець, член-кореспондент з 1958 року та дійсний член Академії мистецтв СРСР з 1962 року; член Спілки художників України. Депутат Верховної Ради СРСР 6—7-го скликань (1962—1970 роки).
- Нем'ятий Василь Миколайович (8 жовтня 1926, Новогеоргіївка — 25 лютого 1990, Київ) — український радянський історик, дослідник історії німецько-радянської війни, доктор історичних наук (з 1983 року), професор. Завідувач кафедрою історії КПРС Миколаївського кораблебудівного інституту імені С. О. Макарова.
- Воронін Леонід Якимович (29 червня 1917, с. Північний Рудник Донецької області — 24 травня 1990, Миколаїв) — відомий поет, пісняр.
- Мущинський Петро Дмитрович (25 серпня 1913, Перчунове, Любомирська волость, Єлизаветградський повіт, Херсонська губернія–1990, Миколаїв) — український радянський краєзнавець, дослідник історії Другої світової війни, член Спілки журналістів СРСР, заслужений працівник культури України.